# Abacopteris
Abacopteris, rod papratnjača iz porodice Thelypteridaceae raširen po jugoistočnoj Aziji, Maleziji, Australiji i Africi.
Opisao ga je 1852. Antoine Laurent Apollinaire Fée.

## Vrste
1. Abacopteris afra (Christ) comb. ined.
2. Abacopteris aspera (C.Presl) Ching
3. Abacopteris birii (R.D.Dixit & Balkr.) S.E.Fawc. & A.R.Sm.
4. Abacopteris gardneri (Holttum) S. E. Fawc. & A. R. Sm.
5. Abacopteris gracilis (Ching ex Y.X.Lin) S.E.Fawc. & A.R.Sm.
6. Abacopteris gymnopteridifrons (Hayata) Ching
7. Abacopteris hirtisora (C.Chr.) S.E. Fawc. & A.R.Sm.
8. Abacopteris macrophylla (Ching ex Y.X.Lin) S.E.Fawc. & A.R.Sm.
9. Abacopteris nitida (Holttum) S.E.Fawc. & A.R.Sm.
10. Abacopteris nudata (Roxb.) S.E.Fawc. & A.R.Sm.
11. Abacopteris peltochlamys (C.Chr.) Holttum
12. Abacopteris repanda (Fee) S.E.Fawc. & A.R.Sm.
13. Abacopteris setosa  (Ching ex Y.X.Lin) S.E.Fawc. & A.R.Sm.
14. Abacopteris yunguiensis Ching ex Y.X.Lin) S.E.Fawc. & A.R.Sm.

## Sinonimi
- Dryopteris sect.Abacopteris C.Chr.
- Thelypteris subgen.Abacopteris K.Iwats.
- Cyclosorus subgen.Abacopteris (Fée) Panigrahi